# Torneo asiatico di qualificazione al FIFA Futsal World Championship 1992
Il Torneo asiatico di qualificazione al FIFA Futsal World Championship 1992 fu disputato nel 1992 ad Hong Kong  per designare le due formazioni nazionali di calcio a 5 che dovevano prendere parte al secondo campionato del mondo FIFA.
I due gironi, composti da tre formazioni, furono a favore di Iran, già quarto classificato assoluto ai precedenti mondiali, e Cina, che nel proprio girone liquidò Giappone e Thailandia.

## GironeEast Asia
|          | Risult. |            | Città e data    |
| -------- | ------- | ---------- | --------------- |
| Cina     | 9 - 4   | Giappone   | Hong Kong 01.05 |
| Cina     | 12 - 5  | Thailandia | Hong Kong 02.05 |
| Giappone | 5 - 4   | Thailandia | Hong Kong 03.05 |

| Classifica finale | Pt | G | V | N | P | GF | GS |
| ----------------- | -- | - | - | - | - | -- | -- |
| Cina              | 4  | 2 | 2 | 0 | 0 | 21 | 9  |
| Giappone          | 2  | 2 | 1 | 0 | 1 | 9  | 13 |
| Thailandia        | 0  | 2 | 0 | 0 | 2 | 9  | 17 |

## GironeWest Asia
|      | Risult. |        | Città e data    |
| ---- | ------- | ------ | --------------- |
| Oman | 12 - 3  | Kuwait | Hong Kong 01.05 |
| Iran | 19 - 6  | Kuwait | Hong Kong 02.05 |
| Iran | 6 - 2   | Oman   | Hong Kong 03.05 |

| Classifica finale | Pt | G | V | N | P | GF | GS |
| ----------------- | -- | - | - | - | - | -- | -- |
| Iran              | 4  | 2 | 2 | 0 | 0 | 25 | 8  |
| Oman              | 2  | 2 | 1 | 0 | 1 | 14 | 9  |
| Kuwait            | 0  | 2 | 0 | 0 | 2 | 9  | 31 |

| Qualificate al mondiale | Cina | Iran |
| ----------------------- | ---- | ---- |